# Алшали
Алшали́ (каз. Алшалы) — село у складі Толебійського району Туркестанської області Казахстану. Адміністративний центр Когалинського сільського округу.
До 1992 року часи село називалось Успеновка.
Населення — 389 осіб (2021; 544 у 2009, 325 у 1999, 398 у 1989).